# Savan Island
Savan Island (auch Big Savan) ist eine unbewohnte Insel der Grenadinen. Sie gehört zum Inselstaat St. Vincent und die Grenadinen und liegt etwa fünf Kilometer südwestlich der Insel Mustique.
Savan Island erstreckt sich sichelförmig von Norden nach Süden mit der Sichelöffnung nach Westen. Dort befinden sich einige Riffe und nach Norden setzt sich die Insel noch mit einigen Felsen in einer umgekehrten Sichel nach Nordosten fort. Die Insel gehört zu einer kleinen Inselgruppe mit den kleineren Eilanden Little Savan (⊙) und Savan Rock (⊙), die sich nach Südwesten anschließen.